# Daniel Day-Lewis
Daniel Michael Blake Day-Lewis (sinh ngày 29 tháng 4 năm 1957) là một diễn viên Anh có quốc tịch Anh và Ireland. Sau khi tốt nghiệp Bristol Old Vic Theatre School, Day-Lewis đã tham gia biểu diễn một số vở kịch và phim và anh đã đoạt 3 Giải Oscar. Anh cũng đã từng đoạt 4 giải thưởng BAFTA, và 2 giải Quả cầu vàng. Anh chỉ đóng vai chính trong 4 bộ phim trong 10 năm qua.

## Danh sách các phim tham gia
| Năm  | Tên phim                          | Vai diễn                           | Ghi chú |
| ---- | --------------------------------- | ---------------------------------- | --- |
| 1971 | Sunday Bloody Sunday              | Child vandal                       | Không được ghi danh |
| 1982 | Gandhi                            | Colin                              | |
| 1984 | The Bounty                        | John Fryer                         | |
| 1985 | My Beautiful Laundrette           | Johnny                             | National Board of Review Award for Best Supporting Actor New York Film Critics Circle Award for Best Supporting Actor |
| 1985 | A Room with a View                | Cecil Vyse                         | National Board of Review Award for Best Supporting Actor New York Film Critics Circle Award for Best Supporting Actor |
| 1986 | Nanou                             | Maxo                               | |
| 1988 | The Unbearable Lightness of Being | Tomas                              | Boston Society of Film Critics Award for Best Actor |
| 1988 | Stars and Bars                    | Henderson Dores                    | |
| 1989 | Eversmile, New Jersey             | Dr. Fergus O'Connell               | |
| 1989 | My Left Foot                      | Christy Brown                      | Academy Award for Best Actor BAFTA Award for Best Actor in a Leading Role Boston Society of Film Critics Award for Best Actor Evening Standard British Film Award for Best Actor London Film Critics Circle Award for Best Actor Los Angeles Film Critics Association Award for Best Actor Montreal World Film Festival Award for Best Actor Montreal World Film Festival - Prize of the Ecumenical Jury – Special Mention (cùng với Jim Sheridan) National Society of Film Critics Award for Best Actor New York Film Critics Circle Award for Best Actor Đề cử - Chicago Film Critics Association Award for Best Actor Đề cử - European Film Award for Best Actor Đề cử - Golden Globe Award for Best Actor – Motion Picture Drama |
| 1992 | The Last of the Mohicans          | Hawkeye (Nathaniel Poe)            | Evening Standard British Film Award for Best Actor London Film Critics' Circle Award for British Actor of the Year Đề cử - BAFTA Award for Best Actor in a Leading Role |
| 1993 | The Age of Innocence              | Newland Archer                     | Đề cử - Chicago Film Critics Association Award for Best Actor |
| 1993 | In the Name of the Father         | Gerry Conlon                       | Boston Society of Film Critics Award for Best Actor Đề cử - Academy Award for Best Actor Đề cử - BAFTA Award for Best Actor in a Leading Role Đề cử - David di Donatello Award for Best Foreign Actor Đề cử - Golden Globe Award for Best Actor – Motion Picture Drama |
| 1996 | The Crucible                      | John Proctor                       | Đề cử - New York Film Critics Circle Award for Best Actor |
| 1997 | The Boxer                         | Danny Flynn                        | Đề cử - Golden Globe Award for Best Actor – Motion Picture Drama |
| 2002 | Gangs of New York                 | William "Bill the Butcher" Cutting | BAFTA Award for Best Actor in a Leading Role Broadcast Film Critics Association Award for Best Actor (Tied with Jack Nicholson for About Schmidt) Central Ohio Film Critics Association Award for Best Actor Chicago Film Critics Association Award for Best Actor Florida Film Critics Circle Award for Best Actor Gransito Movie Award for Best Actor in a Leading Role Italian Online Movie Award for Best Actor in a Leading Role Kansas City Film Critics Circle Award for Best Actor Las Vegas Film Critics Society Award for Best Actor Los Angeles Film Critics Association Award for Best Actor (Tied with Jack Nicholson for About Schmidt) New York Film Critics Circle Award for Best Actor New York Film Critics Online Award for Best Actor Online Film Critics Society Award for Best Actor Russian Guild of Film Critics Award for Best Foreign Actor San Diego Film Critics Society Award for Best Actor Satellite Award for Best Actor – Motion Picture Drama (Tied with Michael Caine for The Quiet American) Screen Actors Guild Award for Outstanding Performance by a Male Actor in a Leading Role Seattle Film Critics Award for Best Actor Southeastern Film Critics Association Award for Best Actor Vancouver Film Critics Circle Award for Best Actor Đề cử - Academy Award for Best Actor Đề cử - Boston Society of Film Critics Award for Best Actor Đề cử - Dallas-Fort Worth Film Critics Association Award for Best Actor Đề cử - Empire Award for Best Actor Đề cử - Golden Globe Award for Best Actor – Motion Picture Drama Đề cử - MTV Movie Award for Best Villain Đề cử - Phoenix Film Critics Society Award for Best Actor Đề cử - Washington D.C. Area Film Critics Association Award for Best Actor |
| 2005 | The Ballad of Jack and Rose       | Jack Slavin                        | Marrakech International Film Festival Award for Best Actor Widdington Film Critics Society Award for Best Actor |
| 2007 | There Will Be Blood               | Daniel Plainview                   | Academy Award for Best Actor Alliance of Women Film Journalists Award for Best Actor Austin Film Critics Association Award for Best Actor BAFTA Award for Best Actor in a Leading Role Broadcast Film Critics Association Award for Best Actor Central Ohio Film Critics Association Award for Best Actor Chicago Film Critics Association Award for Best Actor Chlotrudis Award for Best Actor Dallas-Fort Worth Film Critics Association Award for Best Actor Evening Standard British Film Award for Best Actor Florida Film Critics Circle Award for Best Actor Gransito Movie Award for Best Actor in a Leading Role Golden Globe Award for Best Actor – Motion Picture Drama Houston Film Critics Society Award for Best Actor IndieWire Critics’ Poll Award for Best Performance International Online Film Critics' Poll Award for Best Actor Irish Film Award for Best International Actor Italian Online Movie Award for Best Actor in a Leading Role Kansas City Film Critics Circle Award for Best Actor Las Vegas Film Critics Society Award for Best Actor London Film Critics Circle Award for Best Actor Los Angeles Film Critics Association Award for Best Actor National Society of Film Critics Award for Best Actor New York Film Critics Circle Award for Best Actor New York Film Critics Online Award for Best Actor North Texas Film Critics Association for Best Actor Online Film Critics Society Award for Best Actor Palm Springs International Film Festival – Desert Palm Achievement Award Phoenix Film Critics Society Award for Best Actor San Diego Film Critics Society Award for Best Actor Screen Actors Guild Award for Outstanding Performance by a Male Actor in a Leading Role St. Louis Gateway Film Critics Association Award for Best Actor Southeastern Film Critics Association Award for Best Actor Utah Film Critics Association Award for Best Actor Vancouver Film Critics Circle Award for Best Actor Village Voice Film Poll – Best Actor Women Film Critics Circle Award for Best Actor Đề cử - Boston Society of Film Critics Award for Best Actor Đề cử - Detroit Film Critics Society Award for Best Actor Đề cử - Empire Award for Best Actor Đề cử - Saturn Award for Best Actor |
| 2009 | Nine                              | Guido Contini                      | Satellite Award for Best Cast – Motion Picture Đề cử - Broadcast Film Critics Association Award for Best Cast Đề cử - Golden Globe Award for Best Actor – Motion Picture Musical or Comedy Đề cử - Satellite Award for Best Actor – Motion Picture Musical or Comedy Đề cử - Screen Actors Guild Award for Outstanding Performance by a Cast in a Motion Picture Đề cử - Washington D.C. Area Film Critics Association Award for Best Ensemble |
| 2012 | Lincoln                           | Abraham Lincoln                    | Academy Award for Best Actor AACTA International Award for Best Actor Alliance of Women Film Journalists Award for Best Actor BAFTA Award for Best Actor in a Leading Role Black Film Critics Circle Award for Best Actor Boston Online Film Critics Association Award for Best Actor Boston Society of Film Critics Award for Best Actor Broadcast Film Critics Association Award for Best Actor Central Ohio Film Critics Association Award for Best Actor Chicago Film Critics Association Award for Best Actor Dallas-Fort Worth Film Critics Association Award for Best Actor Denver Film Critics Society Award for Best Actor Detroit Film Critics Society Award for Best Actor for Best Actor Dorian Awards for Performance of the Year – Actor Florida Film Critics Circle Award for Best Actor Georgia Film Critics Association Award for Best Actor Golden Globe Award for Best Actor – Motion Picture Drama Houston Film Critics Society Award for Best Actor Indiana Film Critics Association Award for Best Actor Iowa Film Critics Award for Best Actor Irish Film Award for Best International Actor Kansas City Film Critics Circle Award for Best Actor Las Vegas Film Critics Society Award for Best Actor National Society of Film Critics Award for Best Actor New York Film Critics Circle Award for Best Actor New York Film Critics Online for Best Actor North Texas Film Critics Association Award for Best Actor Oklahoma Film Critics Circle Award for Best Actor Online Film Critics Society Award for Best Actor Phoenix Film Critics Society Award for Best Actor San Diego Film Critics Society Award for Best Actor Screen Actors Guild Award for Outstanding Performance by a Male Actor in a Leading Role Southeastern Film Critics Association Award for Best Actor St. Louis Gateway Film Critics Association Award for Best Actor Washington D.C. Area Film Critics Association Award for Best Actor Women Film Critics Circle Award for Best Actor Đề cử - International Online Film Critics' Poll Award for Best Actor Đề cử - London Film Critics' Circle Award for Best British Actor of the Year Đề cử - London Film Critics' Circle Award for Best Actor of the Year Đề cử - North Carolina Film Critics Association for Best Actor Đề cử - Satellite Award for Best Actor – Motion Picture Đề cử - Screen Actors Guild Award for Outstanding Performance by a Cast in a Motion Picture Đề cử - Toronto Film Critics Association Award for Best Actor Đề cử - Utah Film Critics Association Award for Best Actor Đề cử - Vancouver Film Critics Circle Award for Best Actor |

### Truyền hình
| Năm  | Tên phim                   | Vai diễn             | Ghi chú                      |
| ---- | -------------------------- | -------------------- | ---------------------------- |
| 1980 | Shoestring                 | DJ                   | Tập: "The Farmer Had a Wife" |
| 1981 | Thank You, P.G. Wodehouse  | Psmith               | TV movie                     |
| 1981 | Artemis 81                 | Library Student      | TV movie                     |
| 1982 | How Many Miles to Babylon? | Alex                 | TV movie                     |
| 1982 | Frost in May               | Archie Hughes-Forret | Tập: "Beyond the Glass"      |
| 1983 | Play of the Month          | Gordon Whitehouse    | Tập: "Dangerous Corner"      |
| 1985 | My Brother Jonathan        | Jonathan Dakers      | Phim điện ảnh truyền hình    |